# Ahlem Chikhaoui
Ahlem Chikhaoui (arabe : أحلام الشيخاوي), née le 13 décembre 1967, est une judokate tunisienne. 

## Carrière
Ahlem Chikhaoui évolue à l'Espérance sportive de Tunis, dans la catégorie des moins de 66 kg. Trois fois championne de Tunisie, de 1988 à 1990, médaillée d'or du tournoi de la ville de Tunis en 1990, elle est championne arabe en mars 1990 et 5e aux Jeux de la Francophonie de 1989 à Casablanca. 
Ahlem Chikhaoui est médaillée d'or dans la catégorie des moins de 66 kg aux championnats d'Afrique de judo 1990 à Alger.
Aux championnats d'Afrique féminins de judo 1991 à Port-Louis, elle est médaillée d'or par équipes.